# Tournefortia gracilipes
Tournefortia gracilipes là loài thực vật có hoa trong họ Mồ hôi. Loài này được I.M.Johnst. miêu tả khoa học đầu tiên năm 1953.